# تتانی
تِتانی یکی از نشانه‌های بیماری است.
تتانی انقباض غیر ارادی ماهیچه‌ها ناشی از بیمار بودن یا دیگر شرایط است. در حالت تتانی ماهیچه‌ها تحریک‌پذیری فوق‌العاده‌ای در برابر انگیزاننده‌های ملایم دارند. در حالت تتانی، اختلالات معدی و روده‌ای نیز ممکن است پیش بیاید و بسامد توان کار نیز افزایش می‌یابد.
از انواع عوامل ایجادکنندهٔ تتانی می‌شود به کمی کلسیم خون در نوزادان، کمبود هورمون پاراتیروئید، و کمی کلسیم خون به‌علت نیش حشرات یا واکنش‌های حساسیتی اشاره کرد.